# Henri Letocart
Henri Letocart, né Victor Jean Félix Henri Letocart à Courbevoie (Seine) le 6 février 1866 et mort à Neuilly-sur-Seine le 1er avril 1945, est un organiste et un compositeur français.